# Willy-Millowitsch-Medaille
Die Willy-Millowitsch-Medaille wurde 2003 bis 2016 an Persönlichkeiten verliehen, die sich in besonderem Maße um die „zotenfreie und kultivierte Kölsche Rede“ verdient gemacht haben.

## Überblick
Die nach dem populären Kölner Volksschauspieler Willy Millowitsch (1909–1999) benannte Medaille wurde vom Festkomitee Kölner Karneval initiiert, sie ist eine ehrende Anerkennung und nicht mit einem Preisgeld verbunden. Das Kuratorium der Willy-Millowitsch-Medaille bestand zuletzt aus Markus Ritterbach (Aufsichtsrat des Festkomitees Kölner Karneval von 1823), Joachim Wüst (Vizepräsident des Festkomitees Kölner Karneval), Christoph Kuckelkorn (Präsident des Festkomitees Kölner Karneval), Hans-Georg Bögner (Leiter der Akademie für uns kölsche Sproch als Einrichtung der übergeordneten SK Stiftung Kultur der Sparkasse KölnBonn), Peter Millowitsch (Theaterleiter), Heribert Malchers (ehemaliger Intendant der Puppenspiele der Stadt Köln) und Gerhard Herkenrath (Pfarrer von St. Alban in Köln).

## Bisherige Preisträger
- 2001: Karl Schmitz (postum) (Büttenredner Schmitze-Grön) [2]
- 2003: Hans Hachenberg (Büttenredner De Doof Noss) [2]
- 2004: Gerhard Herkenrath (Pfarrer) [2]
- 2005: Grete Zimmermann (stellvertretende Spielleiterin der Puppenspiele der Stadt Köln)
- 2006: Karl Becker (Rektor der Katholischen Hauptschule Großer Griechenmarkt)
- 2007: Reinold Louis (Autor, Moderator und Kommentator)[3]
- 2010: Wolfgang Oelsner (Karnevalsphilosoph und Autor)
- 2012: Karlheinz Jansen (Büttenredner Ne Tröötemann)
- 2016: Gerd Rück (Büttenredner Ne Weltenbummler)[4]